# Cabernet Cortis

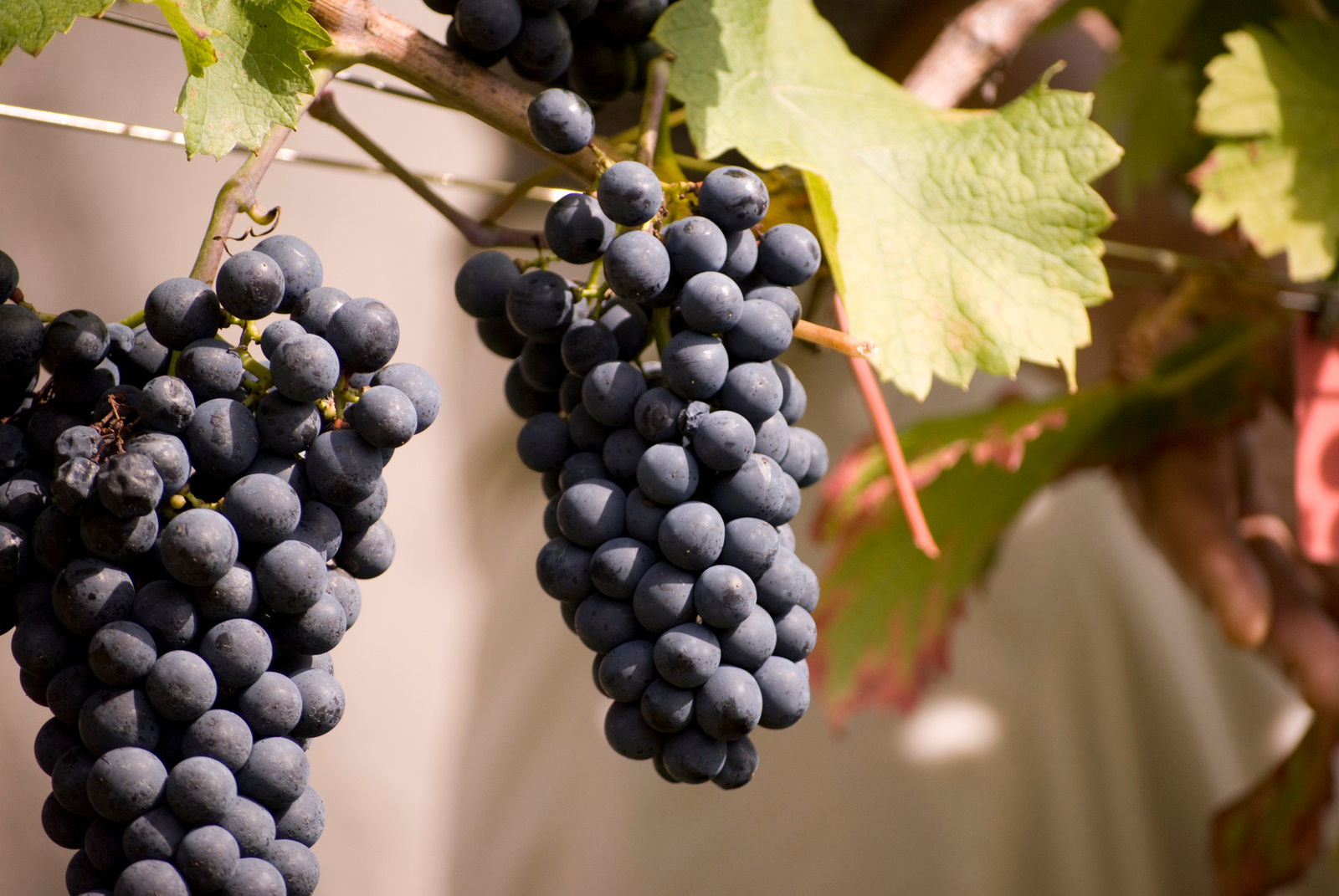
Cabernet Cortis

De Cabernet Cortis is een Duitse blauwe druivensoort, die slechts één synoniem heeft: FR 437-82 R.

## Geschiedenis
Deze variëteit werd in 1982 gekweekt door Norbert Becker aan het Freiburg Research Instituut in Baden-Württemberg in Zuid-Duitsland. Het is een kruising tussen de Cabernet Sauvignon en de Solaris. Pas in 2003 werd dit ras opgenomen in het Duitse register. Merkwaardig is het dat deze wijn pas in 2011 in Italië werd geregistreerd.

## Kenmerken
De Cabernet Cortis kan zeer goed tegen weinig licht. De bladeren lijken op die van de Cabernet Sauvignon. Ze zijn van gemiddelde grootte, sterk groen, diep ingesneden en vijfvingerig. De druiven zijn middelgroot. Zij zijn half oktober rijp. Het ras is resistent tegen valse meeldauw, echte meeldauw en botrytis. De kleur van wijn van deze druivensoort is dieprood en heeft veel tannines. De wijn heeft dus tijd nodig om van die harde tannines af te raken en hem plezierig drinkbaar te maken. Het VIVC nummer is 20005.

## Gebieden
In Duitsland wordt er zodanig weinig van deze soort aangeplant, dat de variëteit in 2012 nog niet is opgenomen in de Duitse statistieken. In Zwitserland is de oppervlakte net boven de 10 hectare gekomen. In Nederland is deze druif ook aangeplant in diverse wijngaarden, maar het aantal hectare is onbekend.